# W. A. R. Wood
W. A. R. Wood (William Alfred Rae Wood, * 23. Januar 1878; † 21. Januar 1970 in Chiang Mai) war ein britischer Diplomat in Siam (heute: Thailand).

## Leben
Er kam im Alter von 18 Jahren im Juli 1896 in Bangkok an, als „jüngster Konsularbeamter, der je nach Siam kam“. In den ersten zwei Jahren lernte er Siamesisch zu sprechen, zu lesen und zu schreiben, während er für das Konsulat verschiedene Pflichten zu erfüllen hatte: vom Kellner bei Empfängen bis zum Archivar beim britischen Konsulats-Gericht.
In den folgenden Jahren diente er als britischer Vize-Konsul in Nan, Chiang Rai, Songkhla und Lampang, bevor er 1913 zum britischen Konsul in Chiang Mai ernannt wurde. Im Jahr 1918 wurde er zum Generalkonsul ernannt.
Im Jahr 1931 zog er sich aus dem aktiven diplomatischen Dienst zurück. Nach einem kurzen Aufenthalt in England kehrte er jedoch nach Thailand zurück. Dort wohnte er bis zu seinem Lebensende in seinem Haus am Mae Nam Ping (Ping-Fluss) nahe Chiang Mai. Wood starb am 21. Januar 1970. Er wurde in einem Mausoleum auf dem „Chiang Mai Foreign Cemetery“ beigesetzt. Auf seinem Grabstein steht geschrieben: „Er liebte Thailand“.

## Werke
William Alfred Rae Wood war in vielerlei Aspekten mit der thailändischen, besonders der nordthailändischen Kultur verbunden. Er veröffentlichte 1926 A History of Siam, eine umfassende Studie der thailändischen Geschichte, die in viele Sprachen übersetzt wurde. Spätere Werke sind das lyrische Consul in Paradise (1965) und eine Sammlung von Kurzgeschichten in Tales from Thailand (1968). Er schrieb zahlreiche Gedichte, die in der Bangkok Post unter verschiedenen Pseudonymen veröffentlicht wurden.